# Коми Википедия
Ко́ми Википе́дия (Коми-зырянская Википедия) — версия Википедии на коми-зырянском языке.
Стартовала в 29 августа 2004 года, став первой среди языков финно-угорских народов России. На 24 февраля 2011 года содержала 1602 статьи (180 место).
1 декабря 2008 года была создана 500-я статья, а уже 15 декабря — 1000-я.
Некоторое время была первой по величине в финно-угорском списке языков России, но 15 февраля 2011 уступила лидерство Удмуртской, а 8 марта 2011 Луговомарийской Википедии. На 8 ноября 2012 года Коми Википедия содержала 3500 статей (156 место).
Как и большинство вики-проектов на языках небольших народов, в Коми Википедии развита лингвистическая, краеведческая и другие национальные темы. Минусами данного проекта является плохая охваченность базовых статей, а также малое число участников.

## Текущая статистика
На 16 июля 2025 года в данном разделе насчитывалось 5701 статья. Также в коми-зырянской Википедии зарегистрирован(о) 15 955 участников, из них 19 совершили какое-либо действие за последние 30 дней, а 1 участник имеет статус администратора. Общее число правок составляет 146 641.
Глубина раздела на текущий момент составляет 43,9 единиц.